# Strobilanthes exserta
Strobilanthes exserta är en akantusväxtart som beskrevs av C. B. Cl.. Strobilanthes exserta ingår i släktet Strobilanthes och familjen akantusväxter. Inga underarter finns listade i Catalogue of Life.